# (9109) Yukomotizuki
(9109) Yukomotizuki – planetoida z grupy pasa głównego asteroid okrążająca Słońce w ciągu 3 lat i 201 dni w średniej odległości 2,33 j.a. Została odkryta 9 stycznia 1997 roku w obserwatorium w Ōizumi przez Takao Kobayashiego. Nazwa planetoidy pochodzi od Yuko Motizuki (ur. 1965), profesor Uniwersytetu w Saitamie. Przed nadaniem nazwy planetoida nosiła oznaczenie tymczasowe (9109) 1997 AH7.